# 森塞特點 (加利福尼亞州)
森塞特點（英語：Sunset Point）是位於美國加利福尼亞州卡拉韋拉斯縣的一個非建制地區。該地的面積和人口皆未知。

## 地理
森塞特點的座標為38°11′20″N 120°21′48″W / 38.18889°N 120.36333°W，而該地的平均海拔高度為1042米（即3419英尺）。